# Krzysztof Tokarz
Krzysztof Tokarz (ur. 1962)  – polski przedsiębiorca.

## Życiorys
Absolwent Akademii Górniczo-Hutniczej w Krakowie. Zaczynał przygodę z biznesem od małego sklepu w domu. W 1990 założył firmę Specjał, która  obecnie jest jedną z największych firm dystrybucyjnych w Polsce. Jest prezesem Grupy Kapitałowej Specjał oraz większościowym udziałowcem sieci handlowej Rabat Detal. Jest również prezesem sieci handlowej Nasz Sklep S.A.

## Nagrody i odznaczenia
- nagroda „Złoty orzech” (2010) - dla najwybitniejszych postaci w branży handlowej
- Stebrny Krzyż Zasługi (2004)
- Złoty Krzyż Zasługi (2011)
- "Złoty Paragon 2019 - nagroda kupców polskich"  - nagroda specjalna od kolegium redakcyjnego w kategorii osobowość handlu i dystrybucji[3];

## Linkowanie zewnętrzne
- Biogram na stronie GK Specjał